# Église Notre-Dame de Châtellerault
L’église Notre-Dame de Châtellerault est un édifice catholique se trouvant sur le territoire de la commune française de Châtellerault, dans le département de la Vienne, en région Nouvelle-Aquitaine.

## Localisation
L'église Notre-Dame est située rue Saint-Romain à Châtellerault, dans le département français de le Vienne.

## Historique
En 1102, Adhémar de Cursay sentant sa mort prochaine a pris l'habit monastique à l'abbaye Notre-Dame de Noyers a décidé de donner à l'abbaye l'église Notre-Dame qu'il possède à Châtellerault.
L'église ou la chapelle Notre-Dame a probablement été construite entre 1085 et 1090 sur un terrain appartenant à l'abbaye Saint-Romain qui était contiguë mais ruinée au XIe siècle elle est passée sous le contrôle de l'abbaye Saint-Cyprien de Poitiers qui l'a transformée en simple prieuré.
L'église romane actuelle a dû être reconstruit par l'abbaye de Noyers, vers 1150. Hugues III (1183-1203), vicomte de Châtellerault entre 1188 et 1203, obtient en 1196 de l'abbé de Saint-Cyprien, avec l'appui de Philippe II Auguste, Richard Cœur de Lion et du pape Célestin III, la création d'un chapitre neuf chanoines et d'un doyen à sa nomination dans l'église Notre-Dame. Hugues de Surgères qui lui succède entre 1203 et 1213 a fait des dons importants à la fondation de la collégiale.
Les archives ont brûlé lors de la prise de la ville par les Protestants le 12 juillet 1569. Il ne subsiste que quelques actes de donation. Jean VII d'Harcourt a fondé une psalette entre 1422 et 1447, puis son successeur Charles IV du Maine, entre 1447 et 1473, et Charles V d'Anjou, entre 1473 et 1481. Ce dernier donne à la collégiale le domaine de la Brelandière et fonde un collège dont un des chanoines est le régent.
Par la suite, la collégiale a été une église à la mode. Entre 1767 et la Révolution, elle a assuré le service paroissial.
Le chapitre est supprimé à la Révolution. L'église est d'abord choisie pour être l'église paroissiale en 1791, mais on lui préfère finalement l'église Saint-Jean-Baptiste et ne devient une chapelle de secours avant d'être abandonnée, puis vendue et partiellement démolie.

## Protection
L'église est inscrite au titre des monuments historiques le 20 juillet 1942.

## Description
L'église était formée de deux nefs d'époques différentes. La nef sud est romane et celle du nord est gothique. La nef romane se termine par une abside et la nef gothique par un chevet plat.
Il ne subsiste dans la partie romane que les deux dernières travées de la nef unique voûtées en berceau brisé. Elles sont séparées par des doubeaux rectangulaires mais leurs supports ont été dégradés quand l'édifice a été divisé par des planchers.